# Imperator des Nordens

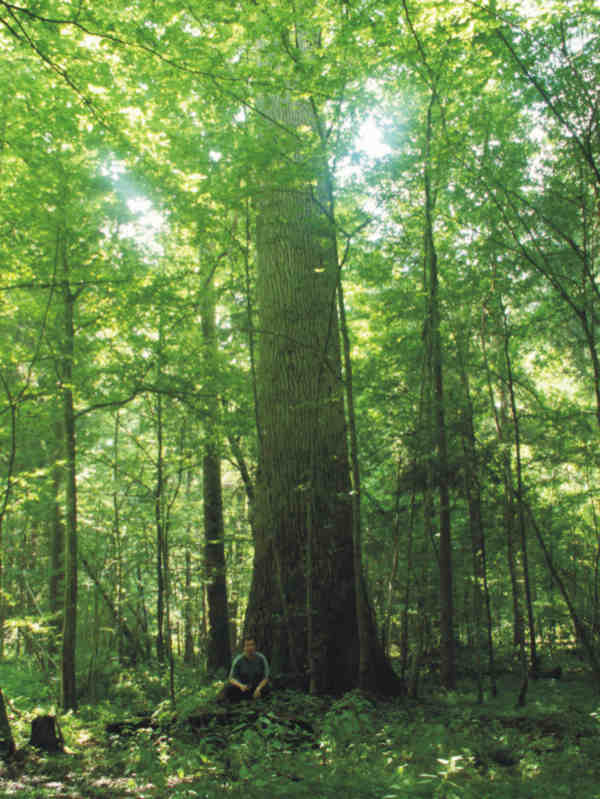
Stammsäule

Der Imperator des Nordens (polnisch:  Imperator Północy)  ist eine der schönsten Eichen im Białowieża-Nationalpark in Polen.
Der Standort dieser Eiche befindet sich im Sektor 310 des Nationalparks.

Der Umfang des sehr regelmäßigen Baumstammes beträgt in einer Höhe von 130 cm über der Stammbasis 605 cm. Die Eiche hat eine Höhe von 37 m. Der vitale Baum zeigt keine deutlichen Anzeichen des Absterbens.